# Hoornhokko
De hoornhokko (Pauxi unicornis) is een vogel uit de familie sjakohoenders en hokko's (Cracidae). De wetenschappelijke naam van de soort is voor het eerst geldig gepubliceerd in 1939 door Bond & Meyer de Schauensee. Het is een ernstig bedreigde, endemische vogelsoort in Bolivia.

## Kenmerken
Deze hokko is 85 tot 95 cm lang. Het is een groot, zwart hoen met een hoornvormig uitsteeksel voor op de kop. De vogel lijkt sterk op de helmhokko (P. pauxi) en de sirahokko (P. koepckeae). De hoorn van deze hokko is langer en meer blauwachtig en het zwart van het verenkleed heeft eerder een groene dan een blauwe glans.

## Verspreiding en leefgebied
De vogel komt praktisch alleen nog voor in een paar natuurreservaten in het midden van Bolivia. Het leefgebied van de vogel bestaat uit dicht begroeid, vochtig montaan bos op hoogten tussen de 450 en 1150 m boven zeeniveau.

## Status
De hoornhokko heeft een beperkt verspreidingsgebied en daardoor is de kans op uitsterven aanwezig. De grootte van de populatie werd in 2016 door BirdLife International geschat op  1500 tot 7500 individuen en de populatie-aantallen nemen af door bejaging en door habitatverlies. Het leefgebied wordt aangetast door ontbossing waarbij natuurlijk bos wordt omgezet in gebied voor agrarisch gebruik, aanleg van infrastructuur en nederzettingen. Om deze redenen staat deze soort als ernstig bedreigd ("kritiek") op de Rode Lijst van de IUCN.